# 科奥蒙特
科奥蒙特，是西班牙卡斯蒂利亚-莱昂萨莫拉省的一个市镇。 总面积10平方公里，总人口314人（2001年），人口密度31人/平方公里。